# Pakosław
Pakosław è un comune rurale polacco del distretto di Rawicz, nel voivodato della Grande Polonia.
Ricopre una superficie di 77,54 km² e nel 2004 contava 4 584 abitanti.